# Салії

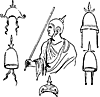
Церемоніальні головні убори саліїв

Са́лії (лат. salii) — колегія з 12 жерців, яку заснував Нума Помпілій на честь Марса. 1 березня салії, вбрані у військові обладунки, влаштовували святкову процесію з танцями й співами. Пісні салій дали початок римській літературі. У лютому, березні й листопаді жерці організовували свята еквінів (лат. equus — кінь): змагання вершників на Марсовому полі.

## Функції
У давній римській релігії, салії були знані як «стрибаючі жерці» (саме слово salius походить від дієслова saliō — «стрибаю») Марса, і були, найімовірніше введені царем Нумою Помпілієм. Це були дванадцять патриціанських юнаків, одягнені як архаїчні воїни: вишита туніка, нагрудники, короткий червоний плащ (paludamentum), меч, і голчастий головний убір (apex). Вони були озброєні дванадцятьма бронзовими щитами, званих анкілами, які, як мікенський щит, нагадують вісімку. Один з щитів, за легендою, впав з неба в царювання царя Нуми і одинадцять примірників були зроблені, щоб захистити справжній священний щит за порадою німфи Егерії, порадниці Нуми, яка передбачила, що той народ, який зберігатиме щит буде панівним народом землі.
Щороку в березні салії робили хід по місту, танцювали та співали Carmen Saliare. Овідій, який розповідає історію Нуми і небесного анкіла в своїх «Фастах», вважав гімни і ритуали саліїв застарілими і важкими в розумінні. Під час принципату, за указом Сенату, ім'я Августа було вставлене в пісню (10 Gestae Res). Вони закінчували день банкетуванням. Вираз «Saliaris Cena» став крилатим для позначення пишного бенкету.
Царю Туллу Гостіллію приписують встановлення іншої колегії саліїв для виконання обітниці, яку він зробив у другій війні з фідеянами і веями. Цих саліїв також було дванадцять, обиралися вони з патриціїв, і були присвячені служінню Квіріну. Їх називали Collini Salii, Agonales або Agonenses.
Доcі неясно, чи є головною метою ритуалу захист армії Риму, хоча це традиційне розуміння.

## Засновник
У доповненні до міфу про анкіл, кілька інших пояснень пропонуються в грецьких і латинських джерелах щодо створення священства. Джерелами етрусків воно приписується цареві веїв. Саліям також приписується походження в зв'язку з Дарданом і самофракійськими пенатами, або Салюсом, який приїхав до Італії з Евандером і в «Енеїді» змагався в похоронних іграх Анхіза.

## Інтерпретація ритуалів

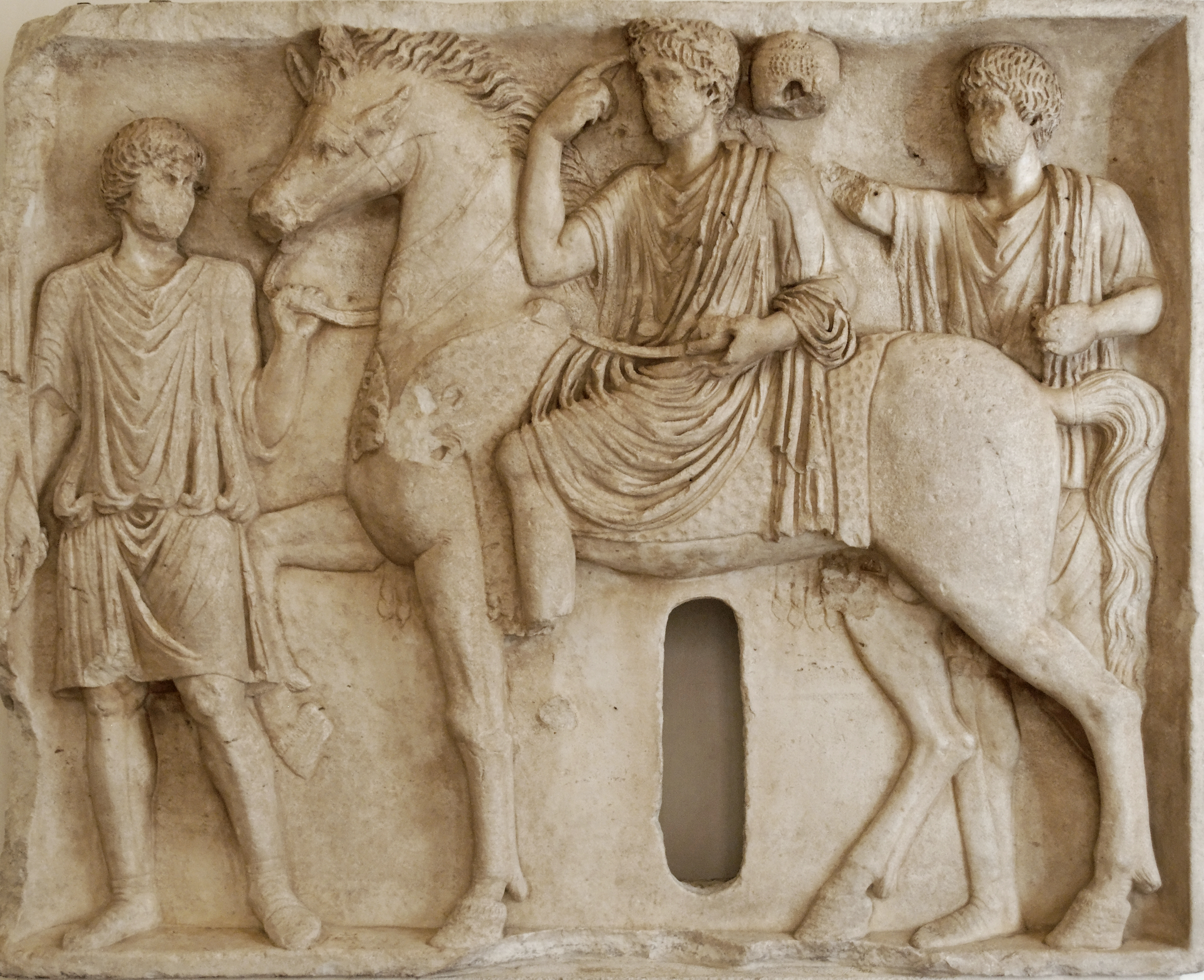
Салії

Жорж  Дюмезіль інтерпретував ритуали саліїв, як позначення відкриття та закриття щорічного військового сезону. Відкриття збіглося з днем Березневих агоналій 19 березня, а закриття з днем Армілустріум 19 жовтня. Перша дата також згадується як день ancilia movere («рух анкіли, вихід анкіли») і другий, як ancilia condere, «день коли зберігали (або ховали) анкілу». Дюмезіль розглядає дві груп саліїв — одні, що представляють Марса, а інші — Квіріна, як діалектичне відношення, що показує взаємозалежність військових і економічних функцій в римському суспільстві.
Класичний філолог Георг Віссова стверджував, що ритуал саліїв є військовий танець чи танець з шаблями, а їх костюми явно вказують на їх військове походження.
Оскільки ранній римський календар почався з березня місяця, Херманн Усенер вважали, що обряди ancilia movere були ритуалами вигнання старого року, в особі таємничої фігури «Мамерій Ветерій» (Mamerius Veterius), щоб звільнити місце для нового бога Марса, що народжувався 1 березня. На березневі іди, людина ритуально названа Mamerius Veterius, була бита довгими білими палицями. На думку Узенера це була форма козла відпущення. Мамерій був міфічним ковалем, який зробив одинадцять реплік оригінального божественного щита, який впав з неба.
За Узенером і Людвігом Преллером Марс був бог війни і родючості, а Мамерій Ветерій означав «Старого Марса». Марс, натомість, сам танцюрист, і глава саліїв-танцюристів, молодих патриціїв, його батьки обидва були смертними. Ритуальний танець саліїв, таким чином, був зрощенням посвяти у доросле життя і війну, та козла відпущення.
Інші вчені 19-го століття порівнювали ритуали саліїв з ведичними міфами про Індра і Марута.
Стародавні автори цитовані Мавром Сервієм Гоноратом і Макробієм писали, що салії існували в Тіволі, Тускулумі і Веїв ще до їх створення в Римі.

## Номенклатура
Salii Palatini, яких ввів Нума, були присвячені Марсу прозваному Gradivus (що означає «той, хто ходить в бій»), і були розквартировані на пагорбі Палатин.
Salii Collini, що були введені Туллою, були присвячені Квіріну, і були розквартировані на Квіриналі. Друга група саліїв могла бути створена в ході реорганізації Августом священства.

## Салійські діви
Секст Помпей Фест згадує про «салійських дів» (saliae virgines). Вони носили палудаментум і загострений головний убір саліїв, і допомагали колегії понтифіків в проведенні жертвоприношень в Регію. Найбільш рання інтерпретація каже, що діви грали роль відсутніх воїнів в тій чи іншій формі жертви-викупу перед богами. Як і навіщо їх наймали все ще невідомо.